# Bačvice
 Ovo je glavno značenje pojma Bačvice. Za druga značenja pogledajte Bačvice (razdvojba).
Bačvice su stambena četvrt i gradski kotar hrvatskog grada Splita, ali i ime plitke pješčane plaže, odnosno uvale po kojoj je predio poznat. Plaža je smještena nedaleko od gradske luke prema istoku te je znamenita po pješčanoj pličini koja seže više desetaka metara od plaže, kao i po lokalnoj igri, piciginu.
Gradski kotar Bačvice smješten je između mora i Zvonimirove ulice, zatim omeđen Poljičkom cestom sa sjevera, Bušićevom ulicom, Zajčevom ulicom i Putem Trstenika s istoka te gradskom lukom sa zapada.

## Povijest
Od kulturno-povijesnih spomenika kotara Bačvice, ističe se crkva Gospe od Pojišana iz 10. stoljeća, sagrađena iznad uvale Bačvice, na predjelu Pojišan.
Do potkraj XIX. stoljeća na tom su prostoru vinogradi, voćnjaci, vrtovi. U nepreglednom zelenilu pitomog krajolika isticala se tek pokoja kamena dvokatnica bogatijih težaka s Lučca i zavjetna crkva Gospe od Pojišana s novosagrađenim samostanom te tri prekrasne uvale: Bačvice, Ovčice, Firule. Pučki naziv Bačvice zabilježen je u latinskoj varijanti Butisello već u 11. stoljeću u drevnoj ispravi jednoga hrvatskog vladara. Istim nazivom (u mletačkoj varijanti Botticelle) zove se u XVII. stoljeću utvrđeni poluotočić što je s jugoistoka zatvarao prostranu školjku splitske luke. U vrijeme Kandijskog rata na njemu je podignuta utvrda da bi zajedno s tvrđavom Gripe branila pristup gradu s istočne kopnene, ali i s morske strane. Zašto je poluotočić (danas Park pomorca) nazvan Bačvice? Valjda zato što su njegove visoke i strme hridine sa zapadne strane nekoć bile "bačvastog" oblika. Kad je minula turska opasnost na njemu su ostale topovske bitnice koje su s onima na rtu Sustipana štitile od nezvanih gostiju morski prilaz Splitu. U vrijeme kužnih pošasti na poluotočiću su uz crkvicu Sv. Marije ukapali umrle građane. Samo u vrijeme kuge 1783. – 84. pokopano je više od 1800 Splićana u rakama po dvoje. Sve do početka XX. stoljeća na to je podsjećao kameni križ s natpisom ob pestem. Dakle, poluotočić Bačvice bio je pedesetak godina prije Sustipana prvo veliko splitsko izvangradsko groblje.
Izgradnjom lukobrana (1872. – 1887.) poluotočić poprima današnji izgled. Bogata obitelj Katalinić zida podno njegovih zapadnih hridina dvije velike zgrade, a na vrhu ljetnikovac. Otada se naziva Katalinića brig, a nekadašnji naziv Bačvice prenosi se na veliku pješčanu plažu te s vremenom i na ostali okolni prostor. Blagodat morskog kupanja poznavali su Splićani od davnine. Već od 1821. moglo se u Selebanovim kupkama u Marmontovoj ulici namjesto sumporne vode koristiti i morsku. Prvo drveno kupalište na sojenicama Bagno Polo sagrađeno je 1878. zapadno od Matejuške. Kada je u neposrednoj blizini proveden ispust gradske kanalizacije, isto je zatvoreno godine 1927. Drugo splitsko kupalište na sojenicama podigao je u uvali Bačvice Ivan Košćina 1891. (iste godine kad je počela izgradnja splitskog kazališta). Bilo je to slikovito drveno zdanje sa središnjim paviljonom i s dva krila po trideset kabina. Paviljon je u prizemlju bio ostakljen, a na katu se nalazila otvorena veranda sa strehom. Istočno krilo dijelio je od zapadnoga mali drveni gat posred kojeg se uzdizala visoka drvena ograda. Naime, istočni je dio bio namijenjen ženama i djeci, a zapadni muškarcima. Iz "moralnih" razloga kupači su bili strogo odijeljeni. Do kupališta je iz gradske luke vozio poseban parobrodić, a poslije i konjski omnibus obitelji Tome Kaliterne. Kupalište Košćina raznijela je orkanska oluja 1915. u jeku Prvoga svjetskog rata. Austrijske vojne vlasti improvizirale su od spašene drvenarije desetak kabina i kućicu za čuvara na samoj obali. Poslije rata građu je otkupila splitska općina i dopunivši je novim dijelovima otvorila 18. svibnja 1919. prvo Općinsko kupalište s trideset kabina. Idućih deset godina Općina o svom trošku dograđuje i dotjeruje kupalište. Duboko u more istureni su mostovi, platoi i skakaonice, podignuta je i nova ulazna zgrada.

## U sastavu
U sastavu gradskog kotara Bačvica, osim Bačvica pripadaju: Toć, Baterijelo, Pojišan, Ovčice i Firule.

## Uvala Bačvice
Na području pješčane plaže Bačvice izgrađeno je moderno kupalište koje je službeno otvoreno 1919. godine i ubrzo je postalo omiljeno kupalište građana i njihovih gostiju. U uvali su izgrađeni kupališni objekti koji su danas preuređeni u ugostiteljske objekte i noćne klubove.

## Unutarnje poveznice
- Kulturno-povijesna cjelina priobalnog pojasa gradskog predjela Bačvica, zaštićeno kulturno dobro

## Vanjske poveznice
- Plaža Bačvice - topdestinacije.hr, pristupljeno 18. srpnja 2016.
- Bačvice - visitsplit.com, pristupljeno 18. srpnja 2016.
- Povijest Bačvica - picigin-bacvice.com, pristupljeno 18. srpnja 2016.
- (): Proslavimo 100 godina vaterpola na splitskim Bačvicama od 16.30 , Slobodna Dalmacija. 18. rujna 2008.